# Azlan Shah Kamaruzaman
Azlan Shah Kamaruzaman (Klang, 1º ottobre 1984) è un pilota motociclistico malese.

## Carriera
Dopo alcuni successi in competizioni nazionali Superbike e Supersport, debutta nella classe Moto2 del motomondiale nel 2013, correndo in sostituzione di Yūki Takahashi sulla Moriwaki del Idemitsu Honda Team Asia a partire dal Gran Premio di San Marino; nello stesso anno vince il campionato asiatico Supersport 600. Nel 2014 viene confermato quale pilota titolare dal team Asia in Moto2, con compagno di squadra Takaaki Nakagami; non ottiene punti. Nel 2015 rimane nello stesso team, ottenendo come miglior risultato un quarto posto in Giappone e terminando la stagione al 23º posto con 20 punti. In seguito torna a correre in competizioni asiatiche, vincendo il titolo nella categoria Supersport nel 2017. Fa un'apparizione nel campionato mondiale Supersport nel 2018 con la Kawasaki ZX-6R del team Kawasaki Puccetti Racing. Nel 2019 prende parte a tre prove nel CEV Moto2, ottiene sedici punti classificandosi ventunesimo.

## Risultati in gara

### Motomondiale
| 2013 | Classe | Moto     |  |  |  |  |  |  |  |  |    |  |  |  |    |     |    |    |    |    | Punti | Pos. |
| ---- | ------ | -------- |  |  |  |  |  |  |  |  | -- |  |  |  | -- | --- | -- | -- | -- | -- | ----- | ---- |
| 2013 | Moto2  | Moriwaki |  |  |  |  |  |  |  |  | NE |  |  |  | 23 | Rit | 21 | 19 | 23 | 25 | 0     |      |

| 2014 | Classe | Moto  |    |    |    |    |    |    |    |     |    |    |    |    |    |    |    |    |    |    | Punti | Pos. |
| ---- | ------ | ----- | -- | -- | -- | -- | -- | -- | -- | --- | -- | -- | -- | -- | -- | -- | -- | -- | -- | -- | ----- | ---- |
| 2014 | Moto2  | Kalex | 18 | 18 | 21 | 24 | 24 | 27 | 19 | Rit | 28 | 20 | 28 | 25 | 32 | 19 | 24 | NP | 20 | 27 | 0     |      |

| 2015 | Classe | Moto  |    |    |    |    |    |    |    |    |     |    |    |    |    |    |   |    |    |    | Punti | Pos. |
| ---- | ------ | ----- | -- | -- | -- | -- | -- | -- | -- | -- | --- | -- | -- | -- | -- | -- | - | -- | -- | -- | ----- | ---- |
| 2015 | Moto2  | Kalex | 18 | 19 | 17 | 21 | 19 | 15 | 19 | 16 | Rit | 11 | 23 | 19 | 13 | 14 | 4 | 21 | 16 | NP | 24    | 23º  |

| Legenda | 1º posto        | 2º posto            | 3º posto            | A punti      | Senza punti        | Grassetto – Pole position Corsivo – Giro più veloce |
| Legenda | Gara non valida | Non qual./Non part. | Ritirato/Non class. | Squalificato | '-' Dato non disp. | Grassetto – Pole position Corsivo – Giro più veloce |

### Campionato mondiale Supersport
| 2018 | Moto     |  |    |  |  |  |  |  |  |  |  |  |  |  |  | Punti | Pos. |
| ---- | -------- |  | -- |  |  |  |  |  |  |  |  |  |  |  |  | ----- | ---- |
| 2018 | Kawasaki |  | 16 |  |  |  |  |  |  |  |  |  |  |  |  | 0     |      |

| Legenda | 1º posto        | 2º posto            | 3º posto           | A punti      | Senza punti        | Grassetto – Pole position Corsivo – Giro più veloce |
| Legenda | Gara non valida | Non qual./Non part. | Ritirato/Non class | Squalificato | '-' Dato non disp. | Grassetto – Pole position Corsivo – Giro più veloce |